# El Cajón (California)
El Cajón es una ciudad del condado de San Diego en el estado estadounidense de California fundada en 1912. En el año 2010 tenía una población de 99.478 habitantes y una densidad poblacional de 2.638,67 personas por km². En el censo del 2000, la ciudad tenía una población estimada de 94.869 personas. El Cajon, sin tilde, es el nombre oficial en inglés de la ciudad, pero es conocida y pronunciada en español. Era terreno de la Misión San Diego de Alcalá y era usado para la agricultura y de misioneros españoles.

## Geografía
El Cajón se encuentra ubicada en las coordenadas 32°47′54″N 116°57′36″O / 32.79833, -116.96000. Según la Oficina del Censo, la ciudad tiene un área total de 37,7 km² (14,6 mi²), de la cual 37,7 km² (14,6 mi²) es tierra y 0 km² (0 mi²) (0,0%) es agua.

## Historia
El Cajón fue incorporada como ciudad en 1912.

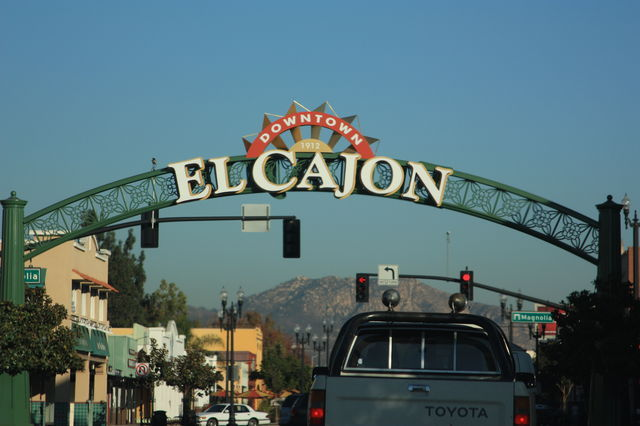
Centro de El Cajon

## Demografía
En el censo del año 2000, la ciudad contaba con 94.869 personas, 34.199 hogares, y 23.152 familias. La densidad poblacional era de 2.514 habitantes/km². Había 35.190 casas unifamiliares en una densidad poblacional de 932,5/km². La distribución etnográfica de la ciudad era de 74% blanco, 5,37% afrodescendiente, 0,99% amerindio, 2,79% asiático, 0,37% polinesios, el 10,49% de otras razas, y el 5,99% de dos o más razas. Los hispanos o latinos de cualquier raza formaban el 22,47% de la población. 
Los ingresos medios por hogar en la localidad eran de 35.566 $, y los ingresos medios por familia eran 40.045 $. Los hombres tenían unos ingresos medios de 32.498 dólares frente a los 25.320 para las mujeres. La renta per cápita para la localidad era de 16.698 $. Alrededor del 16,7% de la población estaban por debajo del umbral de pobreza.

### Ingresos
Según las estimaciones por el San Diego Association of Governments, los ingresos medio per cápita para El Cajón en 2005 fue de 47.885 dólares (sin haberse ajustado a la inflación). Ajustados a la inflación (con dólares de 1999), el promedio era de 38.884 dólares.

## Escuelas
El Distrito de la Unión Escolar Cajon Valley gestiona las escuelas primarias y las escuelas intermedias/secundarias en la ciudad.
El Distrito de Escuelas Preparatorias de Grossmont Union gestiona las escuelas preparatorias que sirven a la ciudad.

### Escuelas primarias
- Anza Elementary
- Avocado Elementary
- Ballantyne (John) Elementary
- Blossom valley Elementary
- Bostonia Elementary
- Chase Avenue Elementary
- Crest Elementary
- Cuyamaca Elementary
- Fletcher Hills Elementary
- Flying Hills Elementary
- Fuerte Elementary
- Jamacha Elementary
- Johnson Elementary
- Lexington Elementary
- Madison Elementary
- Magnolia Elementary
- Meridian Elementary
- Naranca Elementary
- Pepper Dr. Elementary
- W.D. Hall Elementary
- Rios Elementary
- Vista Grande Elementary
- Rancho San Diego Elementary

### Escuelas intermedias
- Cajon Valley Middle School
- Emerald Middle School
- Greenfield Middle School
- Hillsdale Middle School
- Los Coches Creek Middle School
- Montgomery Middle School

### Escuelas preparatorias
- Chaparral High School
- Christian High School
- El Cajon Valley High School
- Granite Hills High School
- Valhalla High School
- Grossmont High School

### Universidades
- Grossmont College
- Cuyamaca College
- San Diego Christian College

## Lugares de interés

### Empresas
- Taylor Guitars
- Solid Gold

### Aeropuertos
- Gillespie Field

## Residentes famosos
- Brian Giles y Marcus Giles, jugador de las grandes ligas
- Bret Boone, exjugador de béisbol
- David Jeremiah, ministro Bautista, pastor de Shadow Mountain Community Church.
- Katie Wilkins, jugadora del equipo de voleibol de EE. UU.
- Lester Bangs, crítico fallecido de rock[6]
- Barry Zito, pitcher de béisbol
- Brandon Whitt, piloto de NASCAR
- Heptacampeón de la NASCAR Cup Series Jimmie Johnson nació en El Cajón
- Nadador en los Juegos Olímpicos Greg Louganis nació en El Cajón
- Tommy Vardell, jugador de la NFL Football para los San Francisco 49ers, Cleveland Browns y Detroit Lions; También jugó para los Stanford Cardinal.
- Heather O´Rourke actriz fallecida protagonista de poltergeist 1,2,3 y apareció en series televisivas.